# James Lawless
James Lawless (ur. 19 sierpnia 1976 w Wexford) – irlandzki polityk i samorządowiec, deputowany, od 2025 minister.

## Życiorys
Ukończył Trinity College w Dublinie, gdzie studiował matematykę i informatykę. Kształcił się również w King’s Inns, uzyskując uprawnienia barristera. Pracował w branży IT i sektorze usług finansowych. Zaangażował się w działalność polityczną w ramach Fianna Fáil. W 2014 został radnym hrabstwa Kildare. Pełnił funkcję burmistrza miasta Naas. W wyborach w 2016 po raz pierwszy uzyskał mandat deputowanego do Dáil Éireann. Z powodzeniem ubiegał się o poselską reelekcję w 2020 i 2024.
W czerwcu 2024 objął niższe stanowisko rządowe – ministra stanu w departamencie transportu oraz departamencie środowiska, klimatu i komunikacji. W styczniu 2025 w utworzonym wówczas drugim rządzie Micheála Martina został natomiast ministrem szkolnictwa wyższego, badań naukowych, innowacji i nauki.